# Летње олимпијске игре 2012.
Летње олимпијске игре 2012. или службено Игре XXX Олимпијаде одржане су у главном граду Уједињеног Краљевства Лондону од 27. јула до 12. августа 2012. Лондон је тако постао први град у историји модерног олимпизма који је три пута био домаћин игара, захваљујући претходним домаћинствима из 1908. и 1948.
Лондон је изабран за домаћина Игара, на 117. седници МОК-а у Сингапуру 6. јула 2005. победивши кандидатуре Москве, Њујорка, Мадрида и Париза, након 4 круга гласања.
Иако је церемонија свечаног отварања игара одржана 27. јула, прва такмичења су почела два дана раније (25. јула) а реч је о фудбалском турниру за жене. Већина спортских објеката смештена је у Олимпијском парку који се налази у источном делу Лондона где се налази и централни Олимпијски стадион.
На играма је учествовало 10.500 спортиста из 204 земље који су се такмичили у 36 спортова и 302 дисциплине. Први пут су у свим спортовима учествовале жене. Арапске земље Саудијска Арабија, Катар и Брунеј су први пут послале спортисткиње, чиме су све државе учеснице кроз историју имале мушке и женске такмичаре на Олимпијским играма.
| 300+ 100+ 30+ | 10+ 5+ 1+ |

## Борба за домаћинство игара
Девет градова је поднело кандидатуру за домаћинство игара закључно са 15. јулом 2003. када је био крајњи рок за истицање кандидатура. Кандидати су били Хавана, Истанбул, Лајпциг, Лондон, Мадрид, Москва, Њујорк, Париз и Рио де Жанеиро.
Међународни олимпијски комитет је на седници од 18. маја 2004. тај списак скратио на 5 имена: Лондон, Париз, Њујорк, Москва и Мадрид.
До 19. новембра 2004. свих 5 кандидата су били дужни да допуне своје кандидатуре МОК-у. Инспекција МОК-а је током фебруара и марта 2005. године посетила све градове кандидате. Париз је током инспекције био захваћен бројним демонстрацијама те оптужбама за корупцију челног човека париског тима (и уједно члана МОК-а) и чинило се да ће то бити велики минуси за кандидатуру француске престонице. Међутим, у првом извештају МОК-а од 6. јуна 2005. Париз је добио убедљиво најпозитивније оцене, тик испред Лондона. Добре оцене отишле су и на рачун њујоршке и мадридске кандидатуре.
Током процеса кандидовања, и непосредно пред саму 117. седницу МОК-а у Сингапуру, Париз је словио као највећи фаворит за организацију игара. Позиција Лондона, који је у почетку према прогнозама заостајао за Паризом, се нагло поправила након именовања Себастијана Коуа за новог шефа лондонског тима у мају 2004. (а већ у августу исте године предвиђала се тесна борба између Париза и Лондона). 
Одлука о домаћину игара донета је на 117. сесији МОК-а у Сингапуру 6. маја 2005. Подршку кандидатури Лондона је на лицу места пружао и тадашњи британски премијер Тони Блер. У првом кругу гласања је елиминисана Москва, а следили су је Њујорк и Мадрид. У финалном гласању су према очекивањима остали Лондон и Париз. На крају четврте рунде гласања Лондон је однео победу са само 4 поена разлике над Паризом (54 напрема 50 за Лондон). Француски медији су као главног кривца означили тадашњег председника Жака Ширака који је непосредно пре гласања изјавио: „Након Финске, Британија је држава са најочајнијом храном на свету“ (а два члана МОК-а су били Финци). Са друге стране поједини медији су стављали сумњу на домаћинство Лондона везивајући је са тајним састанцима Тонија Блера са неким од афричких чланова МОК-а. 
Контроверзе су се наставиле током децембра 2005. када је један од службеника МОК-а изјавио да је Лондон победио захваљујући грешкама приликом гласања. Портпарол игара у Лондону је то оштро демантовао, рекавши да је гласање било тајно и да не желе да се баве даљим спекулацијама у вези са гласањем.
| ОИ 2012. резултати гласања | ОИ 2012. резултати гласања | ОИ 2012. резултати гласања | ОИ 2012. резултати гласања | ОИ 2012. резултати гласања | ОИ 2012. резултати гласања | ОИ 2012. резултати гласања |
| -------------------------- | -------------------------- | -------------------------- | -------------------------- | -------------------------- | -------------------------- | -------------------------- |
| Град                       | НОК                        | I круг                     | II круг                    | III круг                   | IV круг                    |                            |
| Лондон                     | Уједињено Краљевство       | 22                         | 27                         | 39                         | 54                         |                            |
| Париз                      | Француска                  | 21                         | 25                         | 33                         | 50                         |                            |
| Мадрид                     | Шпанија                    | 20                         | 32                         | 31                         | —                          |                            |
| Њујорк                     | САД                        | 19                         | 16                         | —                          | —                          |                            |
| Москва                     | Русија                     | 15                         | —                          | —                          | —                          |                            |

## Организација и припрема
Одмах по добијању домаћинства игара формиран је и службени Организациони одбор који је прву седницу одржао већ 3. октобра 2005. Председник организационог одбора је лорд Себастијан Коу, а у априлу 2006. формирано је и Извршно веће које је било задужено за инфраструктурна питања.
Чланови Међународног олимпијског комитета (МОК) су у марту 2012. потврдили да је Лондон спреман за организацију ЛОИ.

### Буџет
Првобитни буџет за игре износио је 2,4 милијарде фунти, међутим трошкови су рапидно расли и већ у 2007. достигли 9,3 милијарде фунти.
Највише новца потрошено је у изградњи спортских и других пратећих објеката (5,3 милијарде) а на непредвиђене трошкове отпало је 2,7 милијарди. Један део новца Организациони одбор је обезбедио потписивањем спонзорких уговора са бројним компанијама, док је један део средстава донирао МОК.

### Градски превоз
Иницијалном проценом МОК-а сматрано је да би Лондон могао да испуни све услове (након добијања статуса домаћина игара), ако побољшања транспорта буду реализована на време. Спроведена су бројна побољшања, укључујући имплементацију жичаре преко реке Темзе (пројекат је вредео 25 милиона фунти). Почела је са радом у јуну 2012. године и прелази Темзу између полуострва Гринич и Краљевских докова, превозећи до 2.500 путника на сат, скраћујући време путовања између О2 арене и ExCel изложбеног центра и тиме омогућавајући прелазак на сваких 30 секунди.
План је био да 80% спортиста путује мање од 20 минута до места одржавања такмичења, а 93% њих у року од 30 минута након такмичења. Олимпијски парк би опслуживало десет одвојених железничких линија са комбинованим капацитетом од 240.000 путника током једног сата.
"Транспорт за Лондон" (TfL) је направио промотивну кампању и веб страницу "Get ahead of the Games", како би пружио информације у вези са транспортом током Олимпијских и Параолимпијских игара. Кроз кампању је такође подстицано коришћење бицикла као начина превоза. На међународном аеродрому Хитроу био је направљен привремени терминал намењен спортистима.

### Волонтери
Волонтери познати као "Креатори игара" обављали су разне задатке пре и током Игара. Циљ од 70.000 добровољаца постављен је још 2004. године. Када је регрутација обављена 2010. године, примљено је више од 240.000 пријава.

### Сигурносни аспекти
Игре у Лондону је обезбеђивало око 10.000 полицајаца и око 13.500 војника којим су координисали министарства одбране и унутрашњих послова. Трошкови обезбеђења игара су износили нешто преко пола милијарде фунти.

## Инфраструктура
За потребе игара поред већ постојећих изграђени су и бројни нови спортски објекти а у многим деловима града у целости је реновирана већ постојећа инфраструктура.
Спортски објекти који се налазе у Лондону подељени су у три зоне у зависности од места на ком се налазе: Олимпијска зона, Зона централ и Зона ривер. Највећи део спортских објеката се налази у новосаграђеном Олимпијском парку (8 дворана укључујући и Олимпијски стадион и Олимпијско село). У Зони ривер која се пружа дуж Темзе смештена су 4 објекта, док Централна зона обухвата спортска борилишта која се налазе у самом граду (попут Хајд парка, Вимблдона, Вембли стадиона и Ерлкортског сајма).
Изван Лондона налази се 5 стадиона на којима је игран фудбалски турнир (Ковентри, Глазгов, Кардиф, Манчестер и Њукасл), затим Једриличарски центар (200 км југозападно), те веслачки центар Итон Дорни, кајакашка стаза Ли Вели. Такмичења у брдском бициклизму одржана су на Хадли Фарму у Есексу.

## Контроверзе
Током припрема за Игре, било је контроверзи око спонзорства, употребе друштвених мрежа од стране спортиста и неколико политичких питања која су била пласирана у јавност. После компликованог процеса лутрије, хиљаде људи нису успеле да обезбеде места за догађаје које су желели, али је примећен велики број празних места током трајања игара, чак и на неким од најпопуларнијих догађаја. Постојале су спекулације да је то због пропуста корпоративних спонзора да искористе улазнице које су добили.
Током игара, осам такмичарки у бадминтону у женском дублу је дисквалификовано због „неупотребе најбољег напора“, када су покушали да изгубе мечеве у групној фази како би добили повољније утакмице у нокаут рундама. Званичници су поништили низ резултата у боксу, гимнастици и џудоу након што су на првобитне одлуке уложене жалбе.

Непосредно пре почетка финала на 100 метара за мушкарце, гледалац је бацио пластичну флашу у траку Тајсона Геја, са намером да удари Јусеина Болта који је био три траке испред у стази 7. Трка је остала непромењена, а Болт је постао други човек у историји да одбрани олимпијску титулу на 100 метара. Гледалац, касније идентификован као Ешли Гил-Веб, убрзо је ухапшен након што га је у главу ударила холандска џудисткиња и освајачица бронзане медаље Едит Бош, поред које је седео.

## Значајни резултати
- Амерички пливач Мајкл Фелпс је са 22 освојене медаље на Олимпијским играма оборио рекорд Ларисе Латињене.
- Јужноафрички атлетичар Оскар Писторијус је постао први атлетичар са инвалидитетом који се пласирао у полуфинале трке на 400 метара.
- Амерички спринтер у дисциплини штафета 4 × 400 Мантио Мичел је полуфиналној трци после 200 метара доживео фрактуру леве фибуле, али је наставио трку и омогућио својој екипи да се пласира у финале.

## Спортови
У програм Летњих олимпијских игара у Лондону 2012. било је уврштено укупно 26 спортова и 38 дисциплина. На почетку је било планирано учешће 28 спортова, као и на неким ранијим издањима, али су непосредно након избора Лондона за домаћина игара бејзбол и софтбол избачени из службеног програма игара. Као потенцијалне замене фигурирали су карате и сквош, али ниједан од та два спорта није добио довољан број гласова на гласању чланова МОК-а (потребна је била двотрећинска већина). На скупштини МОК-а 13. августа 2009. одлучено је да се у програм игара уврсти и женски бокс.
Иако су формални демонстративни спортови елиминисани након Летњих олимпијских игара 1992., током Игара се могу одржавати специјални турнири за неолимпијске спортове, као што је био турнир у вушу на Летњим олимпијским играма 2008. године. 
| - Атлетика (47) (детаљи) - Бадминтон (5) (детаљи) - Бициклизам (18) (детаљи) - Бокс (13) (детаљи) - Ватерполо (2) (детаљи) - Веслање (14) (детаљи) - Гимнастика (18) (детаљи) - Дизање тегова (15) (детаљи) - Коњички спорт (6) (детаљи) |  | - Једрење (9) (детаљи) - Кајак и кану (16) (детаљи) - Кошарка (2) (детаљи) - Мачевање (10) (детаљи) - Модерни петобој (2) (детаљи) - Одбојка (4) (детаљи) - Пливање (34) (детаљи) - Рвање (18) (детаљи) - Рукомет (2) (детаљи) - Синхроно пливање (2) (детаљи) |  | - Скокови у воду (8) (детаљи) - Стони тенис (4) (детаљи) - Стреличарство (4) (детаљи) - Стрељаштво (15) (детаљи) - Теквондо (8) (детаљи) - Тенис (5) (детаљи) - Триатлон (2) (детаљи) - Фудбал (2) (детаљи) - Хокеј на трави (2) (детаљи) - Џудо (14) (детаљи) |

### Распоред такмичења
- Распоред је званично објављен 15. фебруара 2011.

| ● | Церемонија отварања |  | Квалификације | ● | Финална такмичења |  | Гала егзибиција | ● | Церемонија затварања |

| јул / август 2012.     | 25 сре | 26 чет | 27 пет | 28 суб | 29 нед | 30 пон | 31 уто | 1 сре | 2 чет | 3 пет | 4 суб | 5 нед | 6 пон | 7 уто | 8 сре | 9 чет | 10 пет | 11 суб | 12 нед | број такм. |
| ---------------------- | ------ | ------ | ------ | ------ | ------ | ------ | ------ | ----- | ----- | ----- | ----- | ----- | ----- | ----- | ----- | ----- | ------ | ------ | ------ | ---------- |
| Атлетика               |        |        |        |        |        |        |        |       |       | 2     | 5     | 7     | 5     | 4     | 4     | 5     | 6      | 8      | 1      | 47         |
| Бадминтон              |        |        |        |        |        |        |        |       |       | 1     | 2     | 2     |       |       |       |       |        |        |        | 5          |
| Бициклизам             |        |        |        | 1      | 1      |        |        | 2     | 2     | 2     | 1     | 1     | 1     | 3     |       |       | 2      | 1      | 1      | 18         |
| Бокс                   |        |        |        |        |        |        |        |       |       |       |       |       |       |       |       | 3     |        | 5      | 5      | 13         |
| Ватерполо              |        |        |        |        |        |        |        |       |       |       |       |       |       |       |       | 1     |        |        | 1      | 2          |
| Веслање                |        |        |        |        |        |        |        | 3     | 3     | 4     | 4     |       |       |       |       |       |        |        |        | 14         |
| Гимнастика             |        |        |        |        |        | 1      | 1      | 1     | 1     | 1     | 1     | 3     | 3     | 4     |       |       |        | 1      | 1      | 18         |
| Дизање тегова          |        |        |        | 1      | 2      | 2      | 2      | 2     |       | 2     | 1     | 1     | 1     | 1     |       |       |        |        |        | 15         |
| Једрење                |        |        |        |        |        |        |        |       |       |       |       | 2     | 2     | 2     | 1     | 1     | 1      | 1      |        | 10         |
| Кајак и кану           |        |        |        |        |        |        | 1      | 1     | 2     |       |       |       |       |       | 4     | 4     |        | 4      |        | 16         |
| Коњички спорт          |        |        |        |        |        |        | 2      |       |       |       |       |       | 1     | 1     | 2     |       |        |        |        | 6          |
| Кошарка                |        |        |        |        |        |        |        |       |       |       |       |       |       |       |       |       |        | 1      | 1      | 2          |
| Мачевање               |        |        |        | 1      | 1      | 1      | 1      | 2     | 1     | 1     | 1     | 1     |       |       |       |       |        |        |        | 10         |
| Модерни петобој        |        |        |        |        |        |        |        |       |       |       |       |       |       |       |       |       |        | 1      | 1      | 2          |
| Одбојка                |        |        |        |        |        |        |        |       |       |       |       |       |       |       | 1     | 1     |        | 1      | 1      | 4          |
| Пливање                |        |        |        | 4      | 4      | 4      | 4      | 4     | 4     | 4     | 4     |       |       |       |       | 1     | 1      |        |        | 34         |
| Рвање                  |        |        |        |        |        |        |        |       |       |       |       | 2     | 3     | 2     | 2     | 2     | 2      | 3      | 2      | 18         |
| Рукомет                |        |        |        |        |        |        |        |       |       |       |       |       |       |       |       |       |        | 1      | 1      | 2          |
| Синхронизовано пливање |        |        |        |        |        |        |        |       |       |       |       |       |       | 1     |       |       | 1      |        |        | 2          |
| Скокови у воду         |        |        |        |        | 1      | 1      | 1      | 1     |       |       |       | 1     |       | 1     |       | 1     |        | 1      |        | 8          |
| Стони тенис            |        |        |        |        |        |        |        | 1     | 1     |       |       |       |       | 1     | 1     |       |        |        |        | 4          |
| Стреличарство          |        |        |        | 1      | 1      |        |        |       | 1     | 1     |       |       |       |       |       |       |        |        |        | 4          |
| Стрељаштво             |        |        |        | 2      | 2      | 1      | 1      | 1     | 1     | 2     | 2     | 1     | 2     |       |       |       |        |        |        | 15         |
| Теквондо               |        |        |        |        |        |        |        |       |       |       |       |       |       |       | 2     | 2     | 2      | 2      |        | 8          |
| Тенис                  |        |        |        |        |        |        |        |       |       |       | 2     | 3     |       |       |       |       |        |        |        | 5          |
| Триатлон               |        |        |        |        |        |        |        |       |       |       | 1     |       |       | 1     |       |       |        |        |        | 2          |
| Фудбал                 |        |        |        |        |        |        |        |       |       |       |       |       |       |       |       | 1     |        | 1      |        | 2          |
| Хокеј на трави         |        |        |        |        |        |        |        |       |       |       |       |       |       |       |       |       | 1      | 1      |        | 2          |
| Џудо                   |        |        |        | 2      | 2      | 2      | 2      | 2     | 2     | 2     |       |       |       |       |       |       |        |        |        | 14         |
| Укупно финала по дану  |        |        |        | 12     | 14     | 12     | 15     | 20    | 18    | 22    | 24    | 24    | 18    | 21    | 17    | 22    | 16     | 32     | 15     | 302        |
| Укупно финала до дана  |        |        |        | 12     | 26     | 38     | 53     | 73    | 91    | 113   | 137   | 161   | 179   | 200   | 217   | 239   | 255    | 287    | 302    |            |
| Церемоније             |        |        | ●      |        |        |        |        |       |       |       |       |       |       |       |       |       |        |        | ●      |            |
| јул / август 2012.     | 25 сре | 26 чет | 27 пет | 28 суб | 29 нед | 30 пон | 31 уто | 1 сре | 2 чет | 3 пет | 4 суб | 5 нед | 6 пон | 7 уто | 8 сре | 9 чет | 10 пет | 11 суб | 12 нед | број такм. |

## Земље учеснице
На играма је учешће узело преко 10.000 спортиста из 204 националних олимпијских комитета. Олимпијски комитет Холандских Антила је престао да постоји након распада Холандских Антила, а спортисти из тих крајева ће се такмичити на играма под олимпијском заставом. На листи су  из држава које имају квалификованог минимум једног спортисту. Закључно са 10. јулом 2011, 123 НОК-а су имали барем једног спортисту који је био квалификован.
| Списак земаља учесница закључно са јулом 2012. | Списак земаља учесница закључно са јулом 2012. | Списак земаља учесница закључно са јулом 2012. | Списак земаља учесница закључно са јулом 2012. |
| --- | --- | --- | ---------------------------------------------- |
| - Авганистан (6) - Азербејџан (53) - Албанија (11) - Алжир (39) - Америчка Девичанска Острва (7) - Америчка Самоа (5) - Ангола (34) - Андора (6) - Антигва и Барбуда (4) - Аргентина (137) - Аруба (4) - Аустралија (410) - Аустрија (70) - Бангладеш (5) - Барбадос (6) - Бахаме (23) - Брунеј (14) - Белгија (115) - Белизе (3) - Белорусија (166) - Бенин (5) - Бермуди (8) - Боливија (5) - Босна и Херцеговина (6) - Боцвана (4) - Бразил (259) - Британска Девичанска Острва (2) - Брунеј (3) - Бугарска (63) - Буркина Фасо (5) - Бурунди (5) - Бутан (2) - Вануату (5) - Уједињено Краљевство (542)'(домаћин) - Венецуела (70) - Вијетнам (18) - Габон (24) - Гамбија (2) - Гана (9) - Гвајана (6) - Гватемала (19) - Гвинеја (4) - Гвинеја Бисао (4) - Гернзи (10) - Грузија (35) - Грчка (105) - Гвам (8) - Данска (113) - Демократска Република Конго (4) - Доминика (2) - Доминиканска Република (35) - Египат (112) - Еквадор (36) - Екваторијална Гвинеја (2) - Салвадор (10) - Еритреја (12) - Естонија (33) - Етиопија (35) - Замбија (8) - Зеленортска Острва (3) - Зимбабве (7) - Израел (38) - Индија (81) - Индонезија (21) - Ирак (8) - Иран (54) - Ирска (65) - Исланд (27) | - Источни Тимор (2) - Италија (284) - Јамајка (50) - Јапан (293) - Јемен (4) - Јерменија (25) - Јордан (9) - Јужна Кореја (245) - Јужноафричка Република (125) - Казахстан (114) - Кајманска Острва (5) - Камбоџа (6) - Камерун (33) - Канада (277) - Катар (12) - Кенија (47) - Кина (386) - Кинески Тајпеј (44) - Кипар (13) - Киргистан (14) - Кирибати (3) - Колумбија (105) - Комори (3) - Конго (7) - Костарика (11) - Кукова Острва (8) - Куба (110) - Кувајт (11) - Лаос (3) - Летонија (46) - Лесото (4) - Либан (10) - Либерија (4) - Либија (5) - Литванија (63) - Лихтенштајн (3) - Луксембург (10) - Мадагаскар (7) - Мађарска (158) - Република Македонија (4) - Малави (3) - Малдиви (5) - Малезија (30) - Мали (6) - Малта (4) - Мароко (67) - Маршалска Острва (4) - Мауританија (2) - Маурицијус (11) - Мексико (102) - Савезне Државе Микронезије (6) - Мјанмар (6) - Мозамбик (6) - Молдавија (21) - Монако (6) - Монголија (29) - Намибија (9) - Науру (2) - Независни учесници (3) - Немачка (392) - Непал (5) - Нигер (6) - Нигерија (55) - Никарагва (6) - Нови Зеланд (184) - Норвешка (64) - Обала Слоноваче (10) - Оман (4) - Пакистан (21) | - Палау (5) - Палестина (5) - Панама (7) - Папуа Нова Гвинеја (8) - Парагвај (8) - Перу (16) - Пољска (217) - Порторико (24) - Португалија (75) - Руанда (6) - Румунија (103) - Русија (436) - Самоа (8) - Сан Марино (4) - Света Луција (4) - Свазиленд (3) - Сент Винсент и Гренадини (3) - Северна Кореја (51) - Сент Китс и Невис (7) - Сао Томе и Принсипе (2) - Саудијска Арабија (19) - Сејшели (6) - Сенегал (31) - Сједињене Америчке Државе (530) - Сијера Леоне (2) - Словачка (46) - Словенија (65) - Сингапур (23) - Сирија (10) - Соломонова Острва (4) - Сомалија (2) - Србија (116) - Судан (5) - Суринам (5) - Тајланд (37) - Танзанија (6) - Таџикистан (16) - Того (6) - Тонга (3) - Тринидад и Тобаго (31) - Тувалу (3) - Тунис (83) - Туркмeнистан (10) - Турска (114) - Уганда (16) - Узбекистан (54) - Уједињени Арапски Емирати (26) - Украјина (240) - Уругвај (29) - Филипини (11) - Финска (56) - Фиџи (9) - Француска (333) - Хаити (5) - Холандија (178) - Хонгконг (42) - Хондурас (27) - Хрватска (108) - Централноафричка Република (5) - Црна Гора (33) - Чад (2) - Чешка (133) - Чиле (35) - Џибути (6) - Швајцарска (102) - Шведска (135) - Шпанија (282) - Шри Ланка (7) |                                                |